# Протести в Ірані (2019—2020)
Протести в Ірані — серія громадянських акцій протесту, що відбуваються в кількох містах по всьому Ірану. Первісною причиною протесту стало зростання цін на паливо в 50-200 %. Надалі протест переріс в акції проти політичного режиму в Ірані та вищого керівника Алі Хаменеї. Протести почалися увечері 15 листопада і протягом декількох годин поширилися на 21 місто, коли відео протесту почали поширюватися в Інтернеті. Зображення насильницьких протестів незабаром розійшлися по Інтернету, і протести досягли міжнародного рівня.
Хоча протести почалися як мирні зібрання, вони незабаром перетворилися в жорстокі заворушення і повстання проти іранського уряду. Застосовувана урядом Ірану тактика припинення акцій протесту включає загальнонаціональне відключення інтернету і стрілянину по демонстрантах з дахів, вертольотів і з близької відстані з кулеметів. За словами городян, нібито урядові сили потім конфіскували тіла загиблих демонстрантів, вивезли їх, щоб замаскувати справжню кількість жертв і серйозність протестів. Amnesty International писала, що уряд погрожував сім'ям убитих демонстрантів, якщо ті виступлять у засобах масової інформації або влаштують похорон. За даними західних джерел, уряд вбив 1500 іранських громадян, а придушення акцій викликало бурхливу реакцію протестувальників, які зруйнували 731 урядовий банк, включаючи центральний банк Ірану, дев'ять ісламських релігійних центрів, знесли антиамериканські рекламні щити, а також плакати і статуї Верховного лідера Алі Хаменеї. 50 урядових військових баз були також атаковані протестувальниками. Ця серія протестів була віднесена до категорії найбільш жорстоких з моменту виникнення Ісламської Республіки Іран 1979 році.
Щоб заблокувати обмін інформацією про протести і загибелі протестуючих на платформах соціальних мереж, уряд заблокував Інтернет по всій країні, що призвело до майже повного відключення Інтернету протягом приблизно шести днів.

## Передісторія
Санкції Сполучених Штатів та Європейського Союзу в поєднанні з неефективним управлінням економікою стали чинниками, пов'язаними з серйозною економічною кризою в Ірані у 2010-х роках. Президент Ірану Хасан Рухані сказав перед циклом заворушень у листопаді 2019 року, що «Іран переживає один з найважчих періодів після ісламської революції 1979 року».
Численні протести і страйки мали місце в Ірані в грудні 2017 року, протягом всього 2018 року і в першій половині 2019 року. Причини протесту варіювалися від зростання цін до прав вчителів та прав залізничників.
В кінці 2019 року в сусідніх країнах: Лівані та Іраку, відбулися антиурядові протести.
Опівночі 15 листопада 2019 року уряд Ірану оголосив, що підвищить ціни на паливо. До підвищення цін водії могли купувати до 250 літрів кожен місяць по 10 000 іранських ріалів за літр. Нова структура цін передбачала аналогічний щомісячний розподіл для водіїв, але ціни починалися з 15 000 ріалів за літр для перших 60 літрів, потім 30 000 за літр. Державне телебачення Ірану описало ці заходи як спосіб допомогти фінансувати субсидії приблизно 60 мільйонів іранців.
Викликані підвищенням цін на нафту протести в подальшому переформатувалися в протест проти корупції і злодійства уряду, і мали на меті повалити іранський уряд. Погане управління з боку влади призвело до швидкої інфляції, що призвело до того, що ще 1,6 мільйони іранців опинилися за межею бідності всього за один рік.
Бехзад Набаві, колишній член парламенту Ірану, в інтерв'ю у вересні 2019 року, всього за два місяці до протестів, заявив, що Економічний фонд Разаві, до складу якого входять кілька невеликих організацій, спільно з Корпусом Вартових Ісламської революції і Міністерством розвідки контролюють близько шістдесяти відсотків економіки Ірану. Верховний лідер Алі Хаменеї керує фондом. Жодна з цих організацій не платить ніяких податків, і жодній державній організації не дозволяється переглядати їх звітності.
У той час як іранський народ страждає від економічних труднощів, Верховний лідер Алі Хаменеї своїм указом звільнив ряд організацій від сплати податків. У їх число увійшла гігантська організація «Штаб будівництва Хатах аль-Анбія» і багато інших більш дрібних структур, що належать Корпусу вартових Ісламської революції.

## Хронологія

### Листопад 2019

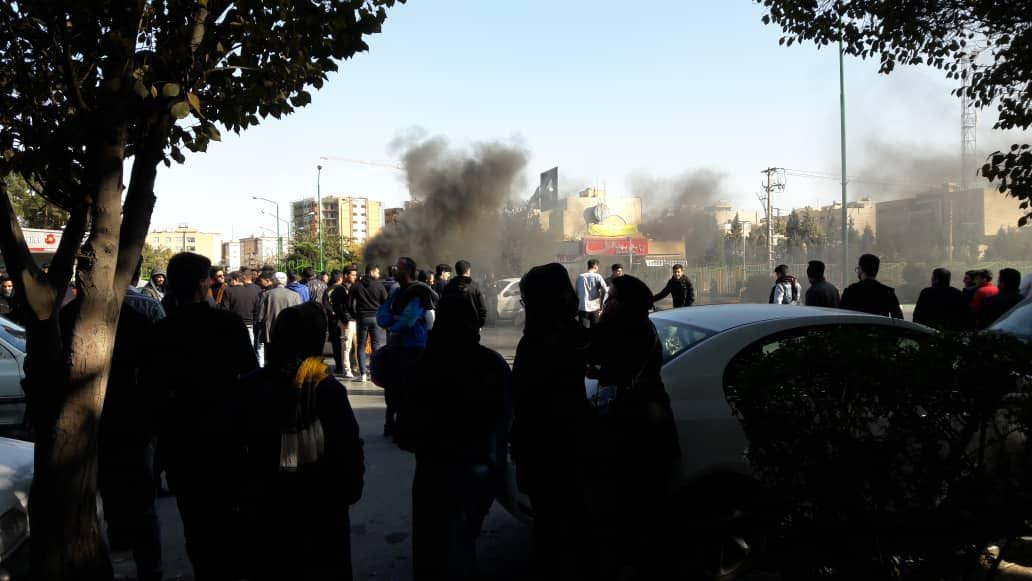
Початок протестного руху (листопад 2019)

Після того, як уряд оголосив про підвищення цін рано вранці 15 листопада, іранці в різних містах вийшли на вулиці на знак протесту.
За повідомленнями, один з перших протестувальників був убитий в Сірджані після того, як сили безпеки відкрили вогонь. У свою чергу демонстранти в місті підпалили заправну станцію і скандували: «Рухані, покинь цю країну».
Протестувальники в Ахвазі зажадали, щоб люди бойкотували придбання палива і зупиняли свої автомобілі посеред дороги в знак протесту.
У Мешхеді, другому за величиною місті Ірану, демонстранти перекрили рух на вулицях і автошляхах. Протестувальники зібралися пізньої ночі в Годсі, передмісті Тегерана, і знищили поліцейську машину.
Протести продовжили розширюватися на другий день, 16 листопада. Демонстранти зібралися в більш ніж 50 містах країни, таких як Тегеран, Тебріз, Ісфахан і Шираз, щоб висловити протест проти раптового підвищення цін.
Кілька банків в Есламшахріе, Бехбахані і Тегерані, а також одна релігійна школа в Ісфахані були спалені протестувальниками. У Шахріярі демонстранти спалили пам'ятник Рухолли Хомейні, засновника Ісламської Республіки. Сили безпеки стріляли в протестувальників, намагаючись розігнати їх, убивши щонайменше десять протестувальників в Ісфахані, Бехбахані, Керманшаху, Караджі і Ширазі.
16 листопада доступ в Інтернет по всій країні був майже повністю закритий, при цьому активність в Інтернеті оцінювалася в 7 %.
Державні інформаційні агентства повідомили, що було заарештовано понад 1000 осіб, а протести охопили понад 100 міст Ірану.
Власники магазинів в Тегерані і Ісфахані закрили базари і оголосили страйк. Перебуваючи в Тебрізі, студенти з Тебрізського університету залишили свої заняття і приєдналися до демонстрацій.
Студенти Тегеранського університету зібралися другий день поспіль, щоб висловити протест проти ситуації в країні і скандували «Смерть диктатору» і «Ні Газа, ні Ліван, моє життя тільки для Ірану». Протести тривали в районі Садегіє в Тегерані. Базар був заповнений силами безпеки, які намагались перешкодити торговцям почати страйк. Громадяни Тегерана повідомили, що, незважаючи на відключення інтернету, протести продовжилися.
Про зіткнення також повідомлялося в Ширазі, де сили безпеки відкрили вогонь по присутнім людям. Влада повідомила, що протестувальники по всій країні спалили дев'ять ісламських семінарій і п'ятничних молитовних відділень. Протести тривали протягом п'ятого дня поспіль, 19 листопада, незважаючи на присутність сил безпеки в містах країни. Повідомлялося про акції в Тегерані, Караджі, Ширазі і Ісфахані. Місто Шуш в провінції Хузестан був фактично закритий, оскільки робочі Хафта Таппе протестували проти нинішніх умов роботи.
Революційна гвардія забрала тіла загиблих і поранених демонстрантів у лікарнях, щоб приховати справжні втрати і применшити масштаб протестів. У деяких випадках урядові чиновники продавали тіла протестувальників. Згідно The Guardian, протести досягли 70 % провінцій країни.

### Грудень 2019
7 грудня в День студента в Ірані, студенти в Тегерані та інших містах провели демонстрації в підтримку протестів. Рано вранці 17 грудня студенти з університету Шахід Бехешті в Тегерані зібралися біля гуртожитків і протестували проти вбивства протестувальників.
25 грудня, за день до 40-го дня траурної ходи протестувальників, загиблих в ході листопадових протестів, сили безпеки заарештували кількох членів сім'ї Поя Бахтіарі, чия смерть у ході протестів збурила країну.
26 грудня сили безпеки атакували різні кладовища навколо Ірану, щоб перешкодити сім'ям загиблих в листопадових протестах провести церемонії в честь 40-го дня смерті їхніх близьких. Деякі з скорботних були заарештовані.

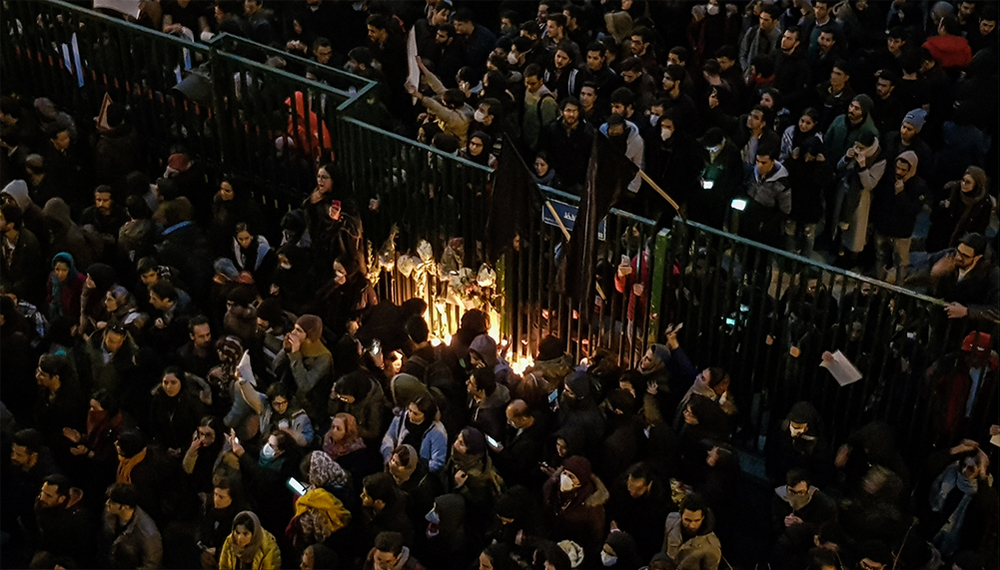
Студенти на мітингу 11 січня 2020 р.

Після того як офіційні влади країни визнали, що помилково збили пасажирський лайнер «Українських авіаліній», більше двох тисяч молодих активістів вийшли на стихійний мітинг в Тегерані ввечері 11 січня. Головним гаслом протестуючих стала вимога усунути Верховного Лідера Ірану. 12 січня схожі мітинги проти політики КВІР пройшли в Ісфагані, Решті і Хамадані. Деякі інтернет-видання розмістили відео з розгоном маніфестації в Тегерані, де поліція застосувала сльозогінний газ. Також чутні постріли і видно поранених.
Дональд Трамп підтримав студентську маніфестацію в Твіттері, написавши на фарсі: НЕ ВБИВАЙТЕ ПРОТЕСТУВАЛЬНИКІВ. Велика Британія також вирішила підтримати молодіжний мітинг (адже серед загиблих були іранські студенти, які навчалися в Канаді), однак посол Сполученого королівства Роб Макер був затриманий прямо на акції протесту 11 січня, перебуваючи серед демонстрантів. Після розглядів, які тривали близько півгодини, його відпустили.

## Відключення інтернету
На другий день протестів, Мінкомзв'язку за наказом влади тимчасово відключили інтернет, щоб знизити протестну активність. Державний департамент США засудив це рішення і вимагав включити інтернет.

## Слогани і тактика протестувальників
Основним гаслом протестуючих стала фраза «Клірики повинні піти».
Часто маніфестації супроводжувались прокльонами на адресу Верховного лідера Ірану, іноді мітингувальники палили його портрети.
Оскільки демонстранти прагнули перекрити вулиці поблизу державних установ, їм протистояли озброєні загони «Басідж».

## Жертви

Число смертей по провінціях Ірану
40 або більше людей загинуло
30-39 людей вбито
20-29 людей вбито
10-19 людей вбито
1-9 людей вбито
Нема інформації

На думку ряду спостерігачів, протести в Ірані в листопаді 2019 року стали найбільш кровопролитними з 1979 року.
Згідно з підрахунками Amnesty International до середини грудня 2019 року в країні загинуло 304 людини і кілька тисяч були арештовані. Серед загиблих є неповнолітні.
Державний департамент США навів дані, що за листопад—грудень 2019 року чисельність жертв перевищила 1 тисячу осіб. За даними різних правозахисних організацій, у місті Бендер-Махшехр тільки в листопаді було вбито від 40 до 100 осіб. Причому очевидці стверджують, що для розгону демонстрацій там застосовували танки.
Міжнародне агентство Reuters навела таку чисельність жертв листопадових виступів: вбито 1500 чоловік, з них 400 жінки і 17 підлітків.
У січні серед студентів з'явився новий банер: «1500 + 176», що говорить про безвинно загиблих людей рейсу UA752.
Багато Іранських ЗМІ, що належать до влади, розкритикували дані від Amnesty International і від Reuters. За їх словами, чисельність жертв нижче ніж їх дані.
За підрахунками британської газети The Guardian, В Ширазі і Шахрак-е-Шедра вбито 69 осіб (9 з них в Шахрак-е-Шедрі).